# Sony Aliber
Sony Aliber är ett departement i Mali.   Det ligger i kretsen Gao Cercle och regionen Gao, i den östra delen av landet, 900 km öster om huvudstaden Bamako.